# Блок левых и левоцентристских сил
«Блок ле́вых и левоцентри́стских сил» — предвыборный блок политических партий, декларирующих левую ориентацию, созданный на период проведения выборов Президента Украины 17 января 2010 года, местных органов самоуправления, городских, поселковых и сельских глав и на очередных выборах в Верховную Раду Украины.

## Генезис
«Блок левых и левоцентристских сил» был создан в Киеве 14 сентября 2009 года в четырьмя украинскими партиями: Коммунистическая партия Украины, Социал-демократическая партия Украины (объединенная), партия «Справедливость» и «Союз Левых Сил».
На выборы Президента Украины в 2010 году от Блока выдвинут Симоненко Петр Николаевич.

## Программа блока
Создание блока имеет целью объединить левые силы в борьбе за достижение следующих целей:
- предотвратить катастрофу, которая нависла над Украиной, и вывести страну из глубокого, системного кризиса
- покончить с режимом национал-радикалов; вернуть власть народа; устранить олигархическое засилье в экономике, хозяйственной и политической жизни страны
- направить общество на социалистический путь развития; усилить роль государства в проведении в интересах трудящихся экономической и социальной политики
- прекратить грабительскую приватизацию, вернуть в собственность государства стратегические предприятия и отрасли. Сосредоточить усилия на обеспечении инновационного развития отечественной экономики, что позволит вывести её на мировой уровень
- укрепить и реализовать в полном объёме конституционные положения о правах и свободах граждан, прежде всего относительно обеспечения полной занятости, справедливой оплаты труда и социальных гарантий. Законодательно закрепить оптимальное соотношение стоимости труда и себестоимости продукции. Изменить налоговую политику, ввести прогрессивное налогообложение доходов. Установить минимальную зарплату и пенсию не ниже реального прожиточного минимума. Обеспечить государственный контроль и государственное регулирование цен на товары самого потребления, тарифов на жилищно-коммунальные услуги. Радикально изменить ситуацию в образовании и здравоохранении, социальной защите нетрудоспособных людей, сделать эти системы действительно доступными для всех граждан, полностью обеспечив соблюдение требований Конституции Украины о бесплатное образование и медицину
- объявить Украину «территорией без ГМО» и обеспечить население экологически чистыми продуктами питания
- восстановить конституционное право нашего народа на владение землей, не допустить её разбазаривания, захват новоявленными помещиками-латифундистами. Земельная рента и рента на природные ресурсы должны принадлежать исключительно народу Украины
- покончить с нарушениями Конституции Украины и законов государства, коррупцией во всех её проявлениях; решительно положить конец фактам беззакония и произвола
- завершить конституционную реформу. Покончить с дуализмом в организации исполнительной власти. Реально усилить роль местного самоуправления. Обеспечить формирование бюджета снизу вверх. Конституционно закрепить законодательную инициативу профсоюзов. Ликвидировать неприкосновенность депутатов, президента, судей. Ввести выборность судей народом
- радикально изменить отношение к проблемам Вооруженных Сил Украины. Создать необходимые условия для выполнения ими конституционного долга. Обеспечить надлежащую социальную защиту военнослужащих и членов их семей. Оборонно-промышленный комплекс должен стать также локомотивом технологического обновления отечественной экономики на современной инновационной основе
- добиться принятия и последовательной реализации законодательных актов о порядке использования языков на Украине, имея в виду повысить до государственного уровня статусе русского языка при укреплении статуса украинского языка, как государственного
- строго придерживаться конституционного права граждан на свободу совести и вероисповедания, принципа отделения церкви от государства
- устранить угрозу фашизации общества. Решительно искоренять любые проявления ксенофобии и расизма. Давать отпор героизации пособников фашистов и других предателей, искаженном толкованию так называемых «проблемных» страниц отечественной истории, не допустить фальсификации истории
- радикально пересмотреть внешнеполитический курс Украины. Восстановить и укрепить отношения стратегического партнерства и всестороннего сотрудничества со странами — членами Содружества Независимых Государств, прежде всего с Российской Федерацией и Республикой Беларусь. Развивать, исходя из национальных интересов Украины, взаимовыгодное сотрудничество со странами всех континентов
- не допустить втягивания Украины — вопреки её национальным интересам и воле подавляющего большинства народа — в НАТО. Добиться законодательного закрепления положения Декларации о государственном суверенитете Украины относительно её намерения стать постоянно нейтральным государством, которое не входит в любых военных блоков. Обеспечить активную, инициативную участие Украины в реализации идеи создания новой архитектуры общеевропейской системы коллективной безопасности, цель которой — преодолеть блочное противостояния на нашем континенте
- в течение 2010 года провести референдум о вхождении Украины в ЕЭП, и придание русскому языку статуса второго государственного

## Лидеры блока
- Симоненко, Петр Николаевич, председатель: ЦК Коммунистической партии Украины (КПУ)
- Николаенко, Станислав Николаевич, председатель совета: партии «Справедливость»
- Волга, Василий Александрович, председатель: Союза Левых Сил (СЛС)
- Загородний, Юрий Иванович, председатель: Объединенной Социал-демократической партии Украины (СДПУ(о))

## Интересные факты
Лидер «Социалистической партии Украины» (СПУ) Александр Мороз и лидер «Прогрессивной социалистической партии Украины» (ПСПУ) Наталья Витренко не вошли в состав блока. Лидеры блока осудили действия Александра Мороза и Натальи Витренко как популистские.
Ранее в марте 2009 Наталья Витренко, лидер «Прогрессивной социалистической партии Украины» (ПСПУ), заявляла о готовности к объединению в «Блок левых и левоцентрических сил».
В декабре 2011 года о своём выходе из СПУ заявил Николай Рудьковский, ранее проигравший на выборах главы СПУ А. А. Морозу: «Августовский съезд СПУ принял решения об объединении левых и левоцентристских сил и избрал председателем партии Александра Мороза. К сожалению, эти решения оказались взаимоисключающими — Александр Мороз готов к такому объединению исключительно при условии, что он его возглавит, все другие левые — лишь если Мороз не будет претендовать на лидерство (из известных причин)».